# Теплицкий, Марк Львович
Марк Львович Теплицкий (16 июля 1924, Торговица, Киевская губерния — 14 января 2009, Курск) — архитектор, член Союза архитекторов (1951), заслуженный архитектор РСФСР (1984), Почётный член Российской Академии архитектуры и строительных наук (1999).
Автор проектов многих зданий г. Курска.

## Биография
Родился 16 июля 1924 года в селе Торговица Подвысоцкого района Киевской губернии СССР.
В 1930-х годах семья Теплицкого переехала с Украины в Курск.
В школьные годы занимался во Дворце пионеров в кружке живописи и скульптуры, руководителем которого был известный в Курске архитектор А. Г. Шуклин.
В 1941 г. Теплицкий поступил на архитектурный факультет Харьковского института коммунального хозяйства, но учёба была прервана началом Великой Отечественной войны.
Участник Великой Отечественной войны. На фронте с 1942 года. Разведчик. В 19 лет стал командиром взвода штрафников, потом командиром взвода снайперов дивизии и командиром полковой разведки. Трижды ранен (искалечена левая рука). Дошёл с боями до Варшавы.
После войны продолжил обучение в Харьковском инженерно-строительном институте, после окончания которого, в 1950 году, вернулся в Курск.
Работал в архитектурно-проектной мастерской при управлении главного архитектора города, главным архитектором проектов в проектной конторе «Облопроект» (преобразована в 1964 в институт «Курскгражданпроект», 1951—1990).
Умер в 2009 году. Похоронен на Северном кладбище Курска.

## Работы
По его проектам было построено немало зданий, украсивших Курск. Выполнил более 300 индивидуальных проектов.
Первой самостоятельной работой М. Л. Теплицкого стал проект Дома книги на ул. Ленина (1951—1955). В 1952 этот проект был отмечен дипломом Союз архитекторов СССР, а Дом книги включен в энциклопедию «Искусство стран и народов мира» как образец зодчества эпохи социалистического строительства.
Среди зданий, построенных по проекту Теплицкого: поликлиника УВД по ул. Гоголя, 5 (1956); цирк (1971); 12-этажные жилые дома с торговым комплексом «Русь» на ул. К. Либкнехта, д. 4; здание ЦНТИ на углу ул. Дзержинского и Добролюбова (1982—1985); комплекс 9-этажных жилых домов с гастрономом на пл. Перекальского; комплекс 12-этажных жилых домов с рестораном «Орбита» на ул. Дейнеки; на той же улице — 14-этажный «дом-трилистник» с пристройками, где находятся кинотеатр «Ассоль»; комплекс жилых и общественных зданий на площади Героев Курской битвы, доминантой которого является 15-этажное административное здание.
В области мемориальной архитектуры спроектировал 50 памятников, в том числе — стела «Героям-курянам» на Красной площади Курска (1966), мемориал «Памяти павших в годы Великой Отечественной войны» 1941—1945 гг. на Никитском кладбище Курска (1982—1984), памятник артиллеристам на Тепловских высотах в Поныровском районе (скульптор Ф. В. Супонев, 1968), мемориальный комплекс «Командный пункт Воронежского фронта» в п. Кировский Пристенского района и др.
Главным своим творением Теплицкий считал Мемориал памяти павших.

## Семья
Сын — Теплицкий, Дмитрий Маркович — архитектор, также как отец автор проектов многих зданий Курска.

## Награды
Боевые:
- Орден Отечественной войны I степени.
- Два ордена Красной звезды
- Двенадцать медалей

Профессиональные:
- Заслуженный архитектор РСФСР (1984)
- Орден Почёта (1999)